# Challenger Salinas 2003
Il Challenger Salinas 2003 è stato un torneo di tennis facente parte della categoria ATP Challenger Series nell'ambito dell'ATP Challenger Series 2003. Il torneo si è giocato a Salinas in Ecuador dal 10 al 16 marzo 2003 su campi in cemento.

## Vincitori

### Singolare
Giovanni Lapentti ha battuto in finale  Iván Miranda con il punteggio di 6–3, 6–4

### Doppio
Martín García /  Sebastián Prieto hanno battuto in finale  Michael Kohlmann /  Harel Levy per walkover